# Les Iffs
Les Iffs é uma comuna francesa na região administrativa da Bretanha, no departamento de Ille-et-Vilaine. Estende-se por uma área de 4,52 km². Em 2010 a comuna tinha 285 habitantes (densidade: 63,1 hab./km²).